# شخصیت علی بن ابی‌طالب
قضاوت در مورد علی بن ابی‌طالب و تشخیص واقعیت‌ها از میان جعلیات تاریخی در بین منابعی که در مورد وی نوشته شده‌ است آسان نیست؛ زیرا او درگیر منازعاتی شد که تا قرن‌ها ادامه داشت. منابع درمورد او به نفع یا برضد او جهت‌دار و ریشه‌دار هستند یا بیش‌تر در مورد او سکوت کرده‌اند.

## دیدگاه‌ها و نقل ها دربارهٔ علی ابن ابی طالب

### شخصیت علی از دیدگاه وگلیری، لامنز و کائتانی
تعیین شخصیت علی کاری دشوار است؛ زیرا مورخان نه در اعمال و نه در صحبتهای منسوب شده به وی یا از روایات موجود در منابع، سر نخ قاطعی پیدا نمی‌کنند. برنامه‌ای که علی در ذهن داشت، تحت تأثیر هوادارانش، تغییر و دگرگونی یافت. سخنان منسوب شده به وی مبهم هستند و تعیین صحّت و معتبر بودن این سخنان کار آسانی نیست. از آنجایی که علی درگیر نزاع و جنگ‌هایی شد که تا قرن‌ها ادامه داشت، منابع به نفع یا به ضد او جهت‌دار هستند یا اکثر اوقات در مورد وی سکوت کرده‌اند. ولی اظهار نظرهای منفی در کتاب فاطمه و معاویه در مورد علی را رد می‌کند. لئون کائتانی رویکرد معتدل‌تری نسبت به لامنز دارد و با وجود اینکه معتقد است علی در دوران خلافتش عملکرد ضعیفی داشت؛ اما این امر را به خاطر فشاری که به خاطر حوادث آن زمان بر روی علی وجود داشت می‌داند. روایات فراوانی در مورد سخت‌گیری علی بر روی فرایض مذهبی و تقسیم غنایم و پاداش‌ها و بی‌اعتنایی‌اش به‌دنیا آمده و دلیلی وجود ندارد که تمامی این روایات را ساختگی یا اغراق پنداشت. چراکه این روح مذهبی بر تمامی اعمال علی حکم‌فرما بود. (وگلییری می‌نویسد صرف نظر از اینکه بخواهیم تعیین کنیم وقف بودن زندگی علی به اسلام آیا همیشه عاری از انگیزه‌های درونی دیگری بوده یا نه، برای درک فلسفه اعتقادی علی نمی‌توان مسئله اخلاصش در اسلام را نادیده پنداشت. او در دوران حکومتش مشغول جنگیدن با مسلمانان «گمراه» بود و این عمل را تکلیفی الهی می‌پنداشت تا دین را بر پا دارد و حق را پیروز گرداند). بعد از پیروزی در جنگ جمل، علی سعی کرد تا با عدم به اسارت گرفتن زنان و فرزندان لشکریان دشمن، از محنت آنان بکاهد که این موضوع باعث بروز مخالفت‌هایی در سپاه علی شد. وقتی این جنگ به پایان رسید، علی بر کشتگان غم‌خواری و گریه کرد و حتی بر جنازه دشمنانش نماز خواند. حتی رویکرد مبهم علی نسبت به خوارج را می‌توان به دلیل ترسش از احتمال نافرمانی از خداوند دانست. گرچه خوارج وی را متقاعد کردند که پذیرش حکمیت گناه بود، اما علی می‌دانست که شکستن پیمان حکمیت نیز گناه دیگری است و در این دو راهی مشکل و دردناک وی وفادار ماندن به پیمان حکمیت را انتخاب کرد. تبعیت از فرمان الهی، نکته کلیدی درک رفتار علی بود؛ اما رفتار علی همیشه آمیخته با خشونتی زیاد بود و این مهم باعث می‌شد که مخالفانش وی را محدود یا کوته فکر بخوانند. (وگلییری معتقد است علی آن‌چنان مقید به احکام اسلامی بود که نمی‌توانست خود را با ضرورت‌های موقعیت فعلی جامعه اسلامی که بسیار پیچیده‌تر از زمان محمد شده بود، وفق دهد). چیزی که از بارزترین ویژگی‌های حکومتی رقیبش معاویه بود. خط مشی حکومتی علی، بیشتر از آنکه نامناسب و ناقاطع باشد، ایدئال‌گرا بود و احتمالاً خود علی هنگامی که قدرت را به دست گرفت متوجه این نکته شده بود که پیاده‌سازی چنین حکومتی کاری غیرممکن است و این مسئله به همراه مسائل خارجی دیگر را می‌توان به یاس و ناامیدی علی در سالهای پایانی حکومتش مربوط دانست.(کائتانی معتقد است که مقام بالای اغراق‌گونه‌ای که علی پیدا کرد، به خاطر این نبود که پسر عموی محمد بود؛ بلکه به خاطر تأثیری بود که بر روی معاصرانش گذاشت). کائتانی در مورد اینکه در مورد کدام ویژگی‌های علی صحبت می‌کند توضیحی نمی‌دهد.(وگلییری می‌نویسد می‌توان منظور کائتانی را خط مشی مذهبی عمیق علی و برنامهٔ اصلاحات اقتصادی و سیاسی علی که بر پایه مذهبی استوار بود، دانست). 

## مخالفت قاطع با دشمنان اسلام
علی در مقابل کفار حربی و نیز دشمنان اسلام بسیار قاطع بود. با این‌حال در مقابل اهل کتاب و کفار ذمی طبق احکام اسلامی و با رأفت و مدارا برخورد می‌کرد که نمونهٔ آن در تاریخ وجود ندارد. چنان‌که به فرماندار خود مالک اشتر نخعی می‌نگارد: «دلت را سرا پرده رحمت به بندگان خدا و محبت و لطف به آنان ساز، و همانند درنده نسبت به آنان مباش که خوردن آنان را غنیمت شماری! زیرا «رعیت» (مردمی که در پوشش حکومت اند، و باید آن‌ها را مراعات کرد) بر دو گروه‌اند: یا برادر دینی تو اند یا انسان‌هایی همانند تو اند در آفرینش.»
یعقوبی در تاریخ خود می‌نویسد:

علی حکمت‌های شگفت‌آوری داشت چنانچه قومی را آتش زد و دیگرانی را به وسیلهٔ دود از میان برد، بعضی از انگشتان دست دزدی را برید و دیواری را بر سر دو نفر که مشغول فسق بودند خراب کرد.
و می‌گفت: در خانه‌های خود پنهان شوید و توبه در پیش روی شماست، کسی که سینه سپر حق کند از میان می‌رود. همانا خدا این امت را به تازیانه و شمشیر ادب کرده و هیچ‌کس نزد امام مدارا و نرمی نمی‌بیند.

## استقامت در اجرای دین
علی در برقراری عدالت و اجرای احکام دین با جدیت عمل می‌ورزید. به اعتقاد مادلونگ، علی که به رسالت دینی خود کاملاً یقین داشت برخلاف خلفای پیشین، حاضر نبود به خاطر مصالح سیاسی اصول خویش را به خطر افکند و آماده مبارزه با نابرابری‌های غالب اجتماعی بود. به نوشته مادلونگ طبق روایت ابوعبیده معمر بن مثنای بصری، علی پس از انتخاب به خلافت در نخستین خطبه مسلمانان را به خاطر عدول از سنت پیامبر مورد نکوهش قرار داد. او در چنین شرایطی گفت: «خداوند دو راه چاره در برابر این امت قرار داده‌است، شمشیر و امام را نشاید که نسبت به این دو سستی نشان دهد.»
علی چنان بر اجرای عدالت حتی در میان نزدیکان خود پافشاری می‌کرد که حاضر نبود بخشی از بیت‌المال مسلمانان را به برادرش عقیل ببخشد؛ و به وی گفت چگونه می‌شود عذاب جهنم را با این عمل تحمل نمود.
بین مسلمانان، شجاعت، علم، ایمان، صداقت، جدا ناپذیری از اسلام، وفاداری عمیق به محمد، عدالت و برخورد سخاوتمندانه وی با دشمنان شکست خورده، مورد ستایش قرار گرفته‌است. همچنین وی در بین مسلمانان، به عنوان فردی دانا به تفسیر قرآن، فقه اسلامی و اندیشهٔ دینی تلقی می‌گردد. این خصوصیات، او را به عنوان یک الگوی برتر به فرقه‌های عرفانی مسلمانان مانند فرقهٔ صوفی‌گری شناسانده‌است. در این دیدگاه، علی بنا به فرمان الهی، جانشین محمد است و به عنوان شخصی عادل و تشریح‌کنندهٔ احکام الهی مطرح است. از این رو فردی معصوم و انسانی کامل تلقی می‌گردد. بعضی فرقه‌ها، معتقدند که علی، خدایی است که به صورت انسان مجسم شده‌است. اکثر محققان اسلامی، از این فرقه، با نام غُلاة یاد می‌کنند. این گروه، به خاطر عقاید خداگونه از علی، اسلام را ترک کردند. در بعضی منابع، آورده شده که علی، افراد را از بالا بردن منزلتش به عنوان خدا و پرستش خود، نهی می‌کرد.